# Program mednarodne primerjave dosežkov učencev
Program mednarodne primerjave dosežkov učencev (Programme for International Student Assessment - PISA) je dolgoročna, periodična, mednarodno primerjalna raziskava o matematični, naravoslovni in bralni pismenosti 15-letnih učencev, ki jo je v poznih 90. letih dvajsetega stoletja spodbudila Organizacija za ekonomsko sodelovanje in razvoj (OECD). Raziskavo PISA izvajajo in vodijo države članice OECD v sodelovanju z vse več državami partnerkami, ki niso članice OECD. Namen raziskave PISA je zajeti podatke o kompetencah učencev, ki jih potrebujejo za svoje življenje, poklicno in zasebno. Torej, raziskava ni eksplicitno usmerjena in vezana na merjenje rezultatov šolskih kurikulov. Raziskava se osredotoča na področje pismenosti in na to, v kolikšni meri znajo učenci znanja in spretnosti, ki so jih pridobili v šoli, uporabiti v različnih situacijah in pri razreševanju problemov. PISA tako preverja, kako znajo učenci svoje spretnosti branja uporabiti za razumevanje in interpretacijo različnih besedil iz vsakdanjega življenja; kako se s pomočjo matematičnega znanja in spretnosti soočajo z različnimi izzivi in problemi, ki terjajo matematično znanje; in kako znajo svoje naravoslovno znanje in spretnosti uporabiti za razumevanje, razlago in razreševanje različnih situacij in problemov s področja naravoslovja.

## Koordinacija raziskave PISA na mednarodni ravni in v Sloveniji
Za zajem podatkov raziskave je odgovorno mednarodno združenje različnih organizacij, pod vodstvom Avstralskega inštituta za raziskovanje v izobraževanju (Australian Council for Educational Research – ACER), ki ga vodi Ray Adams, mednarodni direktor raziskave PISA. Poleg Avstralskega inštituta za raziskovanje v izobraževanju pri izvedbi raziskave PISA na mednarodni ravni sodelujejo še nizozemski Nacionalni inštitut za merjenje znanja (National Institute for Educational Measurement; Cito Group), Nemški inštitut za mednarodno raziskovanje v izobraževanju (DIPF), Služba za eksperimentalno pedagogiko (Service de Pédagogie Expérimentale) z univerze v Liègeu, belgijska Družba za nadzor jezikovne kakovosti CAPSTAN, ameriški organizaciji Westat in Služba za testiranje v izobraževanju (Educational Testing Service – ETS) ter japonski Nacionalni inštitut za raziskovanje izobraževalnih politik (National Institute for Educational Policy Research – NIER).
V Sloveniji se raziskava PISA izvaja pod okriljem Ministrstva za šolstvo in šport, izvajalec raziskave pa je Pedagoški inštitut Arhivirano 2010-11-04 na Wayback Machine., kjer je tudi Nacionalni center raziskave PISA Arhivirano 2010-11-12 na Wayback Machine..

## Cikli izvajanja raziskave PISA
Raziskava poteka v triletnih ciklih, prvi cikel je bil izveden v letu 2000. Slovenija je k projektu pristopila v začetku leta 2004, ko so se začele priprave na izvedbo cikla raziskave PISA 2006. V vsakem od ciklov izvedbe raziskave PISA je glavnina zajema podatkov posvečena enemu od treh področij pismenosti, medtem ko so podatki za ostali dve področji zajeti za namen raziskovanja trendov v dosežkih učencev. Poudarjena in manj poudarjena področja v posameznih ciklih raziskave PISA so razvidna v spodnji preglednici:
| Leto izvajanja cikla | Poudarjeno področje    | Manj poudarjeno področje                      |
| PISA 2000            | bralna pismenost       | matematična pismenost, naravoslovna pismenost |
| PISA 2003            | matematična pismenost  | bralna pismenost, naravoslovna pismenost      |
| PISA 2006            | naravoslovna pismenost | matematična pismenost, bralna pismenost       |
| PISA 2009            | bralna pismenost       | matematična pismenost, naravoslovna pismenost |
| PISA 2012            | matematična pismenost  | bralna pismenost, naravoslovna pismenost      |

## Ciljna populacija raziskave PISA
Raziskava PISA temelji na izbiri učencev glede na starost, saj preverja znanje 15-letnikov, ki obiskujejo sedmi ali višji razred. V večini sodelujočih držav se ti učenci bližajo zaključku obveznega šolanja, prav tako pa so v skoraj vseh državah OECD takorekoč vsi učenci te starosti vključeni v redni izobraževalni sistem.V pripravo vzorca raziskave v Sloveniji so zajeti 15-letni učenci, učenke, dijakinje in dijaki, ne glede na vrsto šole, ki jo obiskujejo. Pomembno je poudariti, da v Sloveniji več kot 90 % 15-letnikov obiskuje 1. letnik srednje šole, nekaj jih je v 2. letniku srednje šole, nekaj še v osnovni šoli, nekaj pa tudi v institucijah za izobraževanje odraslih ter institucijah za izobraževanje otrok s posebnimi potrebami. V pripravo vzorca raziskave PISA je tako vključena celotna populacija vseh 15-letnikov, razen tistih, ki ne obiskujejo izobraževalnih ustanov. Vzorec raziskave zajema približno 40 % celotne popilacije 15-letnikov v Sloveniji.

## Sodelujoče države v raziskavi PISA 2009
V četrtem ciklu raziskave PISA 2009 je sodelovalo 65 držav, od tega 30 držav članic OECD ter 35 držav partneric. Med temi državami jih je kar 20 takih, ki so v glavnem zajemu podatkov sodelovale v t. i. »Electronic Reading Assessment«, torej so podatke zbirale s pomočjo računalnika.
| - Albanija* - Avstrija - Brazilija* - Čile* - Češka - Estonija* - Nemčija - Madžarska - Irska - Japonska - Južna Koreja - Litva* - Makav* - Črna gora* - Norveška - Poljska - Romunija* - Kitajski Shanghai* - Slovenija* - Švica - Trinidad in Tobago - ZDA | - Argentina* - Azerbajdžan* - Bolgarija* - Kolumbija* - Danska - Finska - Grčija - Islandija - Izrael - Jordanija* - Kirgizistan* - Luksemburg - Mehika - Nizozemska - Panama* - Portugalska - Rusija* - Singapur* - Španija - Kitajski Tajpej - Tunizija - Urugvaj | - Avstralija - Belgija - Kanada - Hrvaška* - Dubaj* - Francija - Hongkong* - Indonezija* - Italija - Kazahstan* - Lihtenštajn* - Latvija* - Moldavija* - Nova Zelandija - Peru* - Katar* - Srbija* - Slovaška - Švedska - Tajska - Turčija - Velika Britanija |

Države, ki niso članice OECD, so označene z *

## Spletni viri
- OECD - Organizacija za ekonomsko sodelovanje in razvoj
- Pedagoški inštitut